# Вересаевское сельское поселение
Вересаевское се́льское поселе́ние (укр. Вересаєвське сільське поселення
крымскотат. Вересаево кой юрту,  Къурувлы Кенегез кой юрту) — муниципальное образование в составе Сакского района Республики Крым России.

## География
Поселение расположено на северо-западе района, в степном Крым, в верховье одной из впадающих в озеро Сасык балок (ранее — балка Кангыл). Граничит на западе с Кольцовским, далее, по часовой стрелке, со Столбовским, Виноградовским, Охотниковским и Суворовским сельскими поселениями.
Площадь поселения — 51,76 км².
Основная транспортная магистраль: автодорога 35Н-487 от шоссеРаздольное — Евпатория (по украинской классификации — автодорога С-0-11240).

## Население
| 2001  | 2014  | 2015  | 2016  | 2017  | 2018  | 2019  |
| ----- | ----- | ----- | ----- | ----- | ----- | ----- |
| 2433  | ↘2354 | ↗2359 | ↘2356 | ↗2359 | ↗2372 | ↗2373 |
| 2020  | 2021  |       |       |       |       |       |
| ↘2361 | ↗2566 |       |       |       |       |       |

## Состав сельского поселения
В состав поселения входят 2 населённых пункта.
| № | Населённый пункт | Тип населённого пункта | Население на 2014 год |
| - | ---------------- | ---------------------- | --------------------- |
| 1 | Вересаево        | село, центр            | ↘1708                 |
| 2 | Глинка           | село                   | ↘646                  |

## История
До 15 июня 1960 года (поскольку на эту дату он уже существовал) в составе Евпаторийского района Крымской области УССР был образован Вересаевский сельский совет. На 1960 год сельсовет включал 3 села:

| - - Вересаево - Глинка | - - Самсоново |

1 января 1965 года, указом Президиума ВС УССР «О внесении изменений в административное районирование УССР — по Крымской области», Евпаторийский район был упразднён и сельсовет включили в состав Сакского района (по другим данным — 11 февраля 1963 года). С 12 февраля 1991 года сельсовет в восстановленной Крымской АССР в УССР, 26 февраля 1992 года переименованной в Автономную Республику Крым. 22 сентября 2006 года было ликвидировано село Самсоново. С 21 марта 2014 года в составе Крыма аннексировано Россией. Законом «Об установлении границ муниципальных образований и статусе муниципальных образований в Республике Крым» от 4 июня 2014 года территория административной единицы была объявлена муниципальным образованием со статусом сельского поселения.